# زمان‌بندی زمین‌شناسی ماه
زمان‌بندی زمین‌شناسی ماه به جدولی زمانی گفته می‌شود که به‌وسیلهٔ آن تاریخ زمین‌شناختی کرهٔ ماه سنجیده می‌شود.
به این خاطر که تاریخ زمین‌شناختی کرهٔ ماه با کرهٔ زمین متفاوت است برای بازشناسی رخدادهای زمین‌شناسی ماه از زمان‌بندی ویژهٔ ماه استفاده می‌شود.
این جدول زمانی، تاریخ ماه را به پنج دوره تقسیم می‌کند: کوپرنیکی، اراتوستنی، رگباری، شَهدی و پیشاشَهدی.
مرزبندی میان این دوره‌ها از طریق در نظر گرفتن زمان برخوردهای بزرگ شهابی با سطح ماه یا شمارش گروه‌های مشخصی از دهانه‌های برخوردی، انجام گرفته‌است.

## جدول داده‌های کلی
| زمان‌بندی زمین‌شناسی ماه  | زمان‌بندی زمین‌شناسی ماه      | زمان‌بندی زمین‌شناسی ماه |
| دوره                    | دور                         | میلیون سال پیش         |
| ----------------------- | --------------------------- | ---------------------- |
| کوپرنیکی Copernican     | کوپرنیکی Copernican         | امروز - ۱۱۰۰           |
| اراتوستنی Eratosthenian | اراتوستنی Eratosthenian     | ۱۱۰۰ - ۳۲۰۰            |
| رگباری Imbrian          | بالا                        | ۳۲۰۰ - ۳۸۰۰            |
| رگباری Imbrian          | پایین                       | ۳۸۰۰ - ۳۸۵۰            |
| شهدی Nectarian          | شهدی Nectarian              | ۳۸۵۰ - ۳۹۲۰            |
| پیشاشهدی Pre-Nectarian  | گروه‌های حوضه‌ای Basin Groups | ۳۸۵۰ - ۴۱۵۰            |
| پیشاشهدی Pre-Nectarian  | رازینه Cryptic              | ۴۱۵۰ - ۴۵۶۷            |